# Agathosma divaricata
Agathosma divaricata är en vinruteväxtart som beskrevs av Neville Stuart Pillans. Agathosma divaricata ingår i släktet Agathosma och familjen vinruteväxter. Inga underarter finns listade i Catalogue of Life.